# Марко Сторари
Марко Сторари (на италиански: Marco Storari) е италиански вратар. Роден е на 7 януари, 1977 г. в Пиза. Присъединява се към Ювентус през 2010 година за сумата от 4,5 млн. евро от Милан.